# Alfonso Carrillo de Albornoz
Pour les articles homonymes, voir Carrillo et Albornoz.
Alfonso Carrillo de Albornoz, le cardinal de Carillo, né à Cuenca, Royaume de Castille, et mort le 14 mars 1434 à Bâle, est un cardinal castillan, créé par le pape d'Avignon Benoît XIII.

## Biographie
Alfonso Carrillo de Albornoz  est créé  cardinal au consistoire du 22 septembre 1408 par le pape Benoît XIII.
Le cardinal Carillo est nommé administrateur d'Osma en 1408. Il reste fidèle à Benoît XIII, malgré les démarches du roi Alphonse V d'Aragon, mais en 1417 avec deux autres cardinaux, de Urriès  et Pedro Fonseca, il demande l'abdication de Benoît XIII, qui dépose les trois cardinaux.
Carillo ne participe pas au conclave de 1417, lors duquel Martin V est élu, mais le nouveau pape l'accueille au sein de son sacré-collège en 1418. Il est nommé archiprêtre de la basilique du Latran et administrateur du diocèse de Sigüenza. Il participe au conclave de 1431 avec l'élection d'Eugène IV. Il meurt pendant le concile de Bâle.